# صندوق الغداء

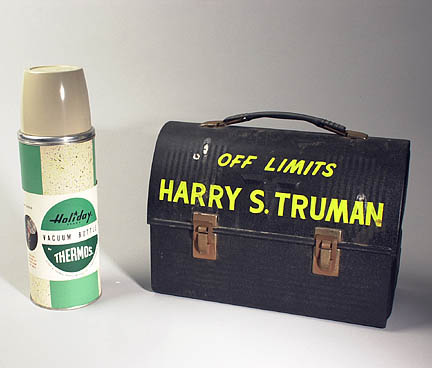
صندوق غداء بجانبه كظيمة

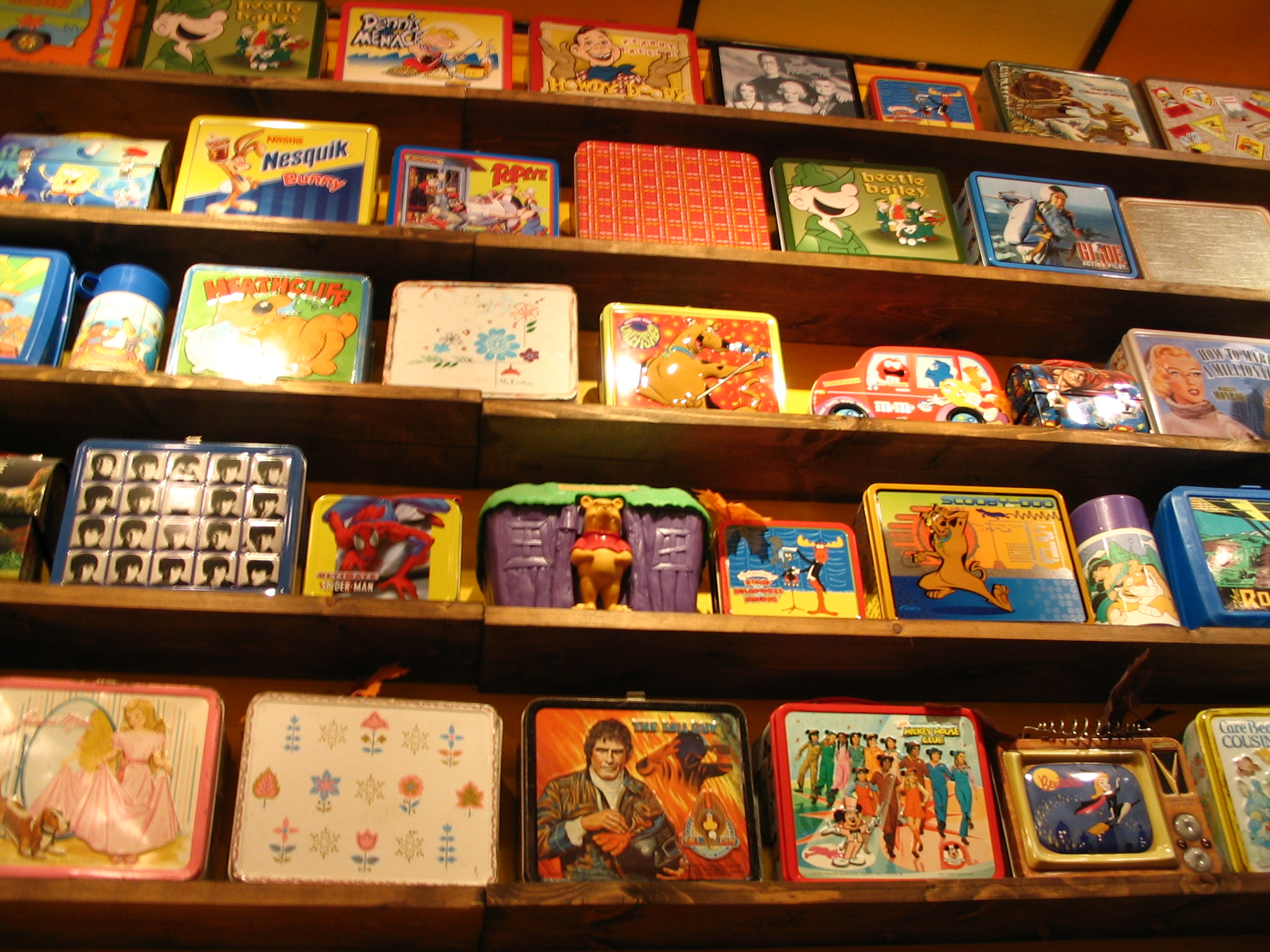
صناديق الغداء

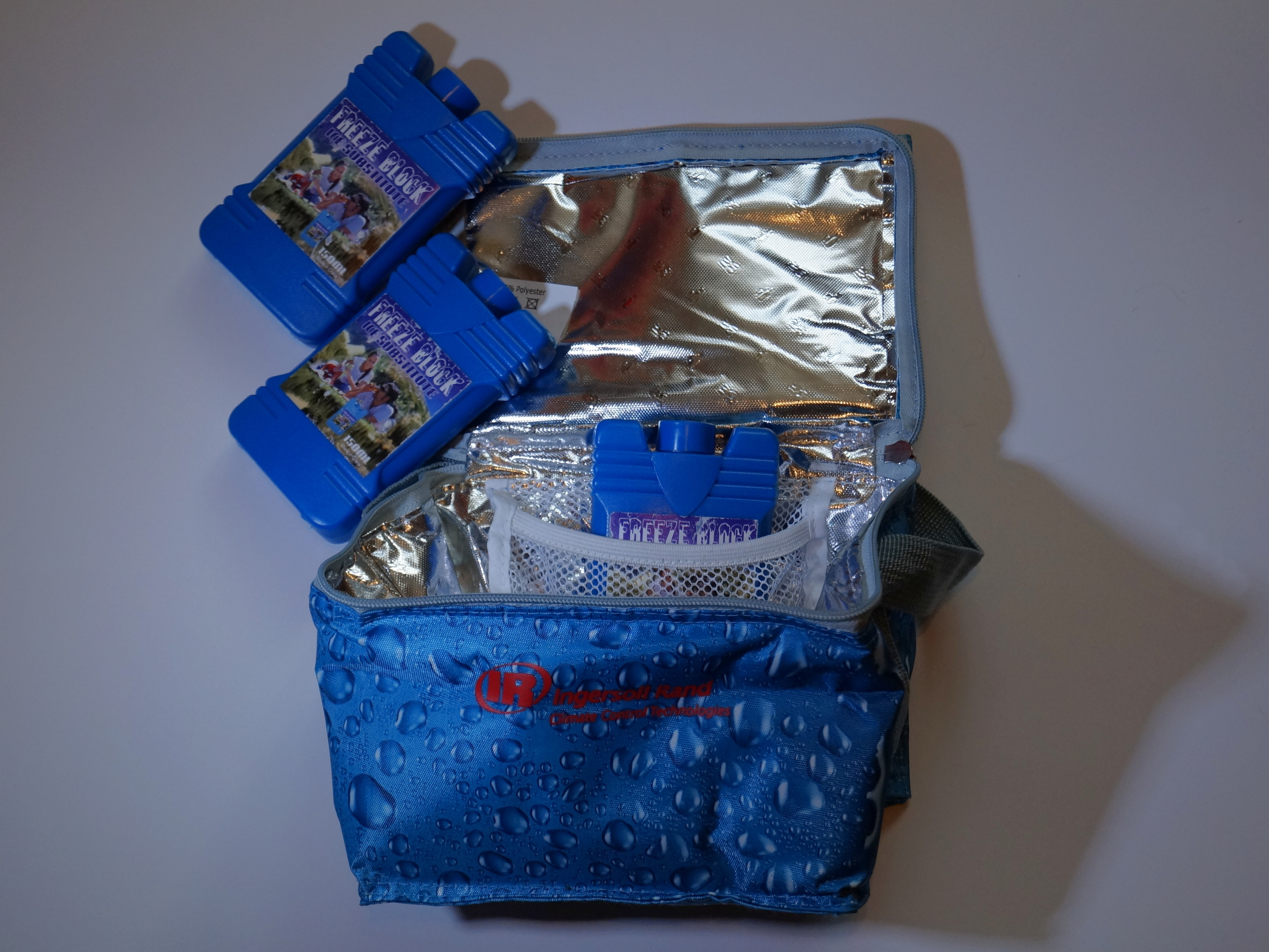
حقيبة حرارية بداخلها أكياس من الثلج

صندوق الغداء هو علبة أو حافظة تُحمل باليد لنقل الطعام، وعادة ما تُستخدم أثناء استراحة الغداء في العمل أو المدرسة. تُصنع من البلاستيك أو الحديد وتمنع تسرب الهواء داخلها لحفظ الطعام من الملوثات.

## صندوق غداء المدرسي
يأخد الأطفال معهم صندوق الغداء كوجبة أساسية أثناء فترة الدراسة، فكلما كان الغذاء متوازنًا كان الجسم قويا ومعافى ونشيط.
مواصفات ومكونات علبة الغداء المثالية:
- الخضار ويفضل التنويع بين الجزر والبندورة وغيره.
- الفواكه كالتفاح والدراق أو التمر.
- مصادر البروتين كالألبان والحبوب والمكسرات.
- النشويات